# Florian Radl
Florian Radl ( 1862 - 1911) fue un botánico alemán conocido por su contribución a la nomenclatura de las plantas suculentas, particularmente agaves y cactos.
Trabajó en los jardines botánicos de la firma de Dammann & Co., como jardinero en jefe, productores de semillas, en San Giovanni a Teducio, Nápoles, luego renunciaría y se establecería en el mismo lugar como comerciante de plantas y semillas.

## Honores

### Eponimia
Especies
- (Aloaceae) × Gasteraloe radlii L.E.Newton[1]

- (Cactaceae) Mammillaria radliana Quehl[2]

- La abreviatura «Radl» se emplea para indicar a Florian Radl como autoridad en la descripción y clasificación científica de los vegetales.[3]